# Ambassade du Sénégal en Guinée
L'ambassade du Sénégal en Guinée est la principale représentation diplomatique de la république du Sénégal en Guinée.

## Liste des ambassadeurs
| N° | Nom et prénoms | Début | Fin      |
| -- | -------------- | ----- | -------- |
| 01 | Ousmane Sy     | 2024  | En cours |